# Tristán de Luna y Arellano
Tristán de Luna y Arellano, španski konkvistador, * 1519, Borobia, Španija, † 1571.
Avgusta 1559 je ustanovil kolonijo na področju današnje Pensacole (Florida), ki je bila prva evropska naselbina na področju današnjih ZDA.